# Трансбуккальный приём препаратов
Трансбуккальный приём препаратов (лат. buccalis «щёчный») — фармакологический термин, означающий приём определённого лекарства путём размещения его между слизистой внутренней поверхности щеки и дёсен с зубами (в защёчном пространстве) до полного рассасывания. При этом лекарство направляется в кровообращение через слизистые оболочки ротовой полости.
Множество препаратов производятся для их приёма трансбуккальным и сублингвальным путём. В основном такие препараты составляют средства для сердечно-сосудистой системы, стероиды, барбитураты, некоторые ферменты и определённые витамины и минералы. Относится к энтеральным (от др.-греч. ἔντερον «кишка») путям введения. 